# Dawn Patrol
Dawn Patrol —en español: Patrulla del amanecer— es el álbum debut de la banda estadounidense de hard rock Night Ranger y fue publicado en 1982 por Boardwalk Records. Fue relanzado en 1984 y 1990 por MCA Records y en 2011 por Geffen Records.

## Grabación
Durante la grabación del disco, la banda tendió a llamarse Ranger. Sin embargo, debido al último tema de Dawn Patrol —compuesto por el vocalista y bajista Jack Blades—, los miembros del grupo decidieron cambiarse el nombre a Night Ranger. Este disco fue grabado en el año de 1982.

## Recepción del disco
Este álbum recibió una gran atención del público en E.U.A., tanto que lo llevaron a colocarse en el 38.º lugar del Billboard 200 en 1983.  En Canadá, Dawn Patrol no alcanzó una posición tan alta en las listas de popularidad; aun así, el disco se ubicó en el 86.º del listado de los 100 álbumes más populares de la revista especializada RPM Magazine y permaneció en dicho puesto tres semanas consecutivas.

## Crítica
Eduardo Rivadavia, crítico de Allmusic, describió a Dawn Patrol como un «trabajo maduro» y que esta producción era un «secreto bien guardado del género pop-metal».  También alzó el sonido de todas las pistas del álbum y terminó diciendo que «la banda raramente permitió que el nivel de intensidad del disco se retrasara». Rivadavia le otorgó una calificación de 4 estrellas de cinco posibles.

## Lista de canciones
| Lado A |                              |                      |               |          |  |
| N.º    | Título                       | Escritor(es)         | Voz principal | Duración |  |
| 1.     | «Don't Tell Me You Love Me»  | Jack Blades          | Jack Blades   | 4:22     |  |
| 2.     | «Sing Me Away»               | Blades / Kelly Keagy | Kelly Keagy   | 4:10     |  |
| 3.     | «At Night She Sleeps»        | Blades / Keagy       | Kelly Keagy   | 4:12     |  |
| 4.     | «Call My Name»               | Jack Blades          | Kelly Keagy   | 3:44     |  |
| 5.     | «Eddie's Comin' Out Tonight» | Jack Blades          | Jack Blades   | 4:28     |  |

| Lado B |                          |                |               |          |  |
| N.º    | Título                   | Escritor(es)   | Voz principal | Duración |  |
| 6.     | «Can't Find Me a Thrill» | Jack Blades    | Jack Blades   | 3:21     |  |
| 7.     | «Young Girl in Love»     | Blades / Keagy | Kelly Keagy   | 3:34     |  |
| 8.     | «Play Rough»             | Jack Blades    | Jack Blades   | 4:15     |  |
| 9.     | «Penny»                  | Jack Blades    | Kelly Keagy   | 3:47     |  |
| 10.    | «Night Ranger»           | Jack Blades    | Jack Blades   | 4:39     |  |
| 40:30  |                          |                |               |          |  |

## Créditos

### Night Ranger
- Jack Blades — voz principal, bajo y coros
- Brad Gillis — guitarra y coros
- Kelly Keagy — voz principal, batería y coros
- Jeff Watson — guitarra
- Alan Fitzgerald — teclados y coros

### Personal de producción
- Pat Glasser — productor
- John Van Nest — ingeniero de sonido
- Mike Beard — encargado de efectos
- Ryan Oxley — asistente del proyecto
- Jeff Lancaster — director de arte y diseño
- Val Gelineau — fotógrafo
- Malcolm Dome — notas

## Posicionamiento en las listas
| Año  | País           | Lista                       | Posición máxima |
| ---- | -------------- | --------------------------- | --------------- |
| 1983 | Canadá         | RPM Magazine Top 100 Albums | 86.º            |
| 1983 | Estados Unidos | Billboard 200               | 38.º            |